# Вікі Нуньєс Фуентес
Вікі Нуньєс Фуентес (ісп. Viky Núñez Fuentes; нар. 14 жовтня 1988) — колишня колумбійська тенісистка.
Найвищу одиночну позицію світового рейтингу — 496 місце досягла 27 серпня 2007, парну — 415 місце — 28 липня 2008 року.
Здобула 2 одиночні та 8 парних титулів туру ITF.
Завершила кар'єру 2016 року.

## Фінали ITF

### Одиночний розряд: 5 (2–3)
| Легенда         |
| --------------- |
| турніри $25,000 |
| турніри $10,000 |

| Фінали за покриттям |
| ------------------- |
| Тверде (0–1)        |
| Ґрунт (2–2)         |

| Результат | Дата            | Турнір                | Покриття  | Суперниця              | Рахунок       |
| --------- | --------------- | --------------------- | --------- | ---------------------- | ------------- |
| Перемога  | 27 серпня 2006  | ITF Богота, Колумбія  | Ґрунт (i) | Флавія Міґнола         | 6–1, 7–6(7–2) |
| Поразка   | 20 травня 2007  | ITF Ірапуато, Мексика | Тверде    | Марія Фернанда Алвеш   | 3–6, 5–7      |
| Перемога  | 15 липня 2007   | ITF Богота            | Ґрунт     | Інгрід Варгас Кальво   | 7–5, 6–2      |
| Поразка   | 1 червня 2008   | ITF Брага, Португалія | Ґрунт     | Марлот Медденс         | 5–7, 2–6      |
| Поразка   | 14 вересня 2008 | ITF Богота            | Ґрунт (i) | Александрина Найденова | 4–6, 6–7(2–7) |

### Парний розряд: 10 (8–2)
| Легенда         |
| --------------- |
| турніри $25,000 |
| турніри $10,000 |

| Фінали за покриттям |
| ------------------- |
| Тверде (2–0)        |
| Ґрунт (6–2)         |

| Результат | Дата            | Турнір                    | Покриття   | Партнерка                    | Суперниці                                   | Рахунок            |
| --------- | --------------- | ------------------------- | ---------- | ---------------------------- | ------------------------------------------- | ------------------ |
| Поразка   | 18 вересня 2004 | ITF Богота, Колумбія      | Ґрунт      | Маріана Дуке-Маріньо         | Естефанія Бальда Альварес Карен Кастібланко | 6–7(2–7), 5–7      |
| Перемога  | 14 травня 2006  | ITF Лос-Мочіс, Мексика    | Ґрунт      | Маріана дуке-Маріньйо        | Агустіна Лепоре Марія Ірігоєн               | 7–5, 6–3           |
| Перемога  | 3 червня 2006   | ITF Леон, Мексика         | Тверде (i) | Маріана дуке-Маріньйо        | Еріка Кларке Кортні Негл                    | 7–6(7–3), 7–6(7–4) |
| Поразка   | 26 серпня 2006  | ITF Богота                | Ґрунт (i)  | Маріана дуке-Маріньйо        | Карен Кастібланко Роксане Вайзенберг        | 4–6, 6–7(4–7)      |
| Перемога  | 2 вересня 2006  | ITF Богота                | Ґрунт      | Маріана дуке-Маріньйо        | Ванеса Фурланетто Марія Ірігоєн             | 6–4, 6–2           |
| Перемога  | 14 липня 2007   | Open Bogotá, Колумбія     | Ґрунт      | Габрієла Мехія Теноріо       | Ганна Бернер Наталі Ю                       | 6–0, 6–1           |
| Перемога  | 12 липня 2008   | Open Bogotá               | Ґрунт      | Маріана дуке-Маріньйо        | Майлен Ору Ніколе Клеріко                   | 6–3, 6–4           |
| Перемога  | 19 липня 2008   | ITF Картахена, Колумбія   | Тверде     | Паула Каталіна Роблес Гарсія | Клаудія Рассето Наталі Ю                    | w/o                |
| Перемога  | 13 вересня 2008 | ITF Богота                | Ґрунт (i)  | Паула Каталіна Роблес Гарсія | Юліана Лісарасо Александрина Найденова      | 6–3, 6–4           |
| Перемога  | 29 січня 2011   | ITF Букараманга, Колумбія | Ґрунт      | Каталіна Кастаньйо           | Наталія Россі Зузана Злохова                | 7–6(7–3), 6–1      |